# Primož Kobe
Primož Kobe, slovenski atlet, * 23. maj 1981, Novo mesto.

## Športna pot
Kobe se je s tekom začel ukvarjati leta 2005, kot rekreativni tekač. 
Z resnim treningom je pričel v letu 2010 in v prvem letu nastopil na Evropskem prvenstvu v atletiki v Barceloni, kjer je v maratonu s časom 2:31:47 zasedel 35. mesto. Istega leta je na Ljubljanskem maratonu v polmaratonu postavil rekord proge s časom 1:04:55. Istega leta pa je na maratonu v Torinu s časom 2:17:57 postavil B normo z nastop na Olimpijskih igrah. Istega leta je nastopil tudi na Evropskem prvenstvu v krosu v portugalski Albufeiri.
Leta 2011 je maratonu v Milanu s časom 2:16:18 dosegel normo za nastop na svetovnem prvenstvu v južnokorejskem Daeguju, na katerega je tudi odpotoval, a zaradi poškodbe ni nastopil. Istega leta je nastopil tudi na Evropskem pokalu na 10.000 m v Oslu in v B skupini zasedel 11. mesto
Leta 2012  je na maratonu v Linzu s časom 2:14:50 dosegel normo A za nastop na Poletnih olimpijskih igrah 2012 v Londonu. Na Olimpijskih igrah v Londonu je z najhitrejšim slovenskim časom 2:19:28 dosegel 46. mesto med 105 maratonci. 
Leta 2021 je v Berlinu s časom 29:21 dosegel nov državni rekord v teku na 10 km. Na maratonu Xiamen Marathon & Tuscany Camp Global Elite Race, Siena pa s časom 2:13:36 postal drugi najhitrejši slovenski maratonec.
Leta 2024 je za eno sekundo popravil Slovenski rezultat ljubljanskega maratona s časom 2:18:21, katerega je do tedaj držal Roman Kejžar (2:18:22). 